# Izis Bidermanas
Israëlis Bidermanas (17. leden 1911 Marijampolė – 16. květen 1980 Paříž), známý především pod pseudonymem Izis, byl litevský židovský fotograf působící ve Francii. Proslavil se díky svým fotografiím cirkusů a Paříže. Byl jedním z nejpřednějších představitelů francouzské humanistické fotožurnalistiky.

## Život a dílo
Narodil se v Marijampolė, v dnešní Litvě. Ve třinácti letech se začal učit fotografem. Do Francie přijel v roce 1930, aby studoval malířství na Académie de la Grande Chaumière. Živil se jako retušér. V roce 1933 si otevřel fotografický ateliér v 13. pařížském městském obvodu. Fotografoval portréty, svatby a společenské události. Během druhé světové války, jako Žid musel odejít z obsazené Paříže. Odešel do Ambazac, v regionu Limousin, kde přijal pseudonym Izis. Byl zatčen a mučen nacisty. Byl osvobozen francouzskými odbojáři a připojil se k podzemnímu hnutí. V té době fotografoval své společníky, včetně plukovníka Georgese Guingouina. Básník a odbojář Robert Giraud byl první, kdo o Izisovi psal v odbojovém týdeníku Unir.
Po osvobození Francie na konci druhé světové války, Izis pořídil sérii portrétů makistů (venkovských bojovníků odboje, kteří byli aktivní hlavně v jižní Francii). Ateliérové fotografie oholených a upravených bojovníků působily ale nevěrohodně. V roce 1946 uspořádal první výstavu v Paříži v Galerii La Boëtie, nepřinesla mu ale komerční úspěch. Proto se vrátil k práci ve fotografickém ateliéru. V roce 1949 uspořádal druhou výstavu v Galerie Siècle. Ve stejném roce začal pracovat pro deník Paris Match a pracoval pro něj dvacet let; během té doby měl svobodu ve výběru témat své práce.
Spřátelil se s francouzským básníkem Jacquesem Prévertem a dalšími umělci. Fotografoval Marca Chagalla při tvorbě keramiky, práci na dekoracích pro balet Maurice Ravela Daphnis et Chloé, okna pro synagogu při nemocnici Hadasa v Jeruzalémě či na malbách stropu Pařížské opery. Stal se hlavní postavou francouzské humanistické fotografie padesátých let dvacátého století spolu s Brassaïem, Cartier-Bressonem, Doisneauem a Ronisem.
Pro svou první fotografickou knihu Paris des Rêves (Paříž snů) Izis požádal spisovatele a básníky, aby krátkými texty doprovodili jeho fotografie. Kniha, která vyšla v roce 1950, měla veliký úspěch. Knihy se prodalo do roku 1966 130 000 výtisků. Zvláštní ocenění obdržel za knihu  Le Cirque d'Izis (Cirkus Izis). Fotografoval především v Paříži, ale i v Lyonu, Marseille a Toulonu.

## Výstavy
- 1944 Limoges.
- 1946 Galerie La Boëtie, Paříž.
- 1949 Galerie Siècle, Paříž.
- 1955 Izis. Chicago: Art Institute of Chicago.
- 1955–1962 jeho fotografie byly součástí putovní výstavy Lidská rodina (The Family of Man), kterou zorganizoval Edward Steichen.
- 1972 Izis (Israel Biderman), octobre-decembre 1972, Tel Aviv: Musée de Tel-Aviv.
- 1978 Izis Toulouse: Galerie municipale du Château d'eau.
- 2010 Izis, Paris des rèves Paris City Hall, Jan-May 2010. Catalogue published by Flammarion 2010, and online exhibit with HD images on Paris.fr[nedostupný zdroj].

## Knihy
- Paris des rêves. (Paříž ze snu) Lausanne: Éditions Clairfontaine; Paris: Éditions Mermoud, 1950.
- Grand Bal du printemps. Lausanne: Éditions Clairfontaine, 1951. text Jacques Prévert. Paris: Cherche midi, 2008. ISBN 978-2-7491-1134-6.
- Charmes de Londres. Lausanne: Éditions Clairfontaine, 1952. Editions de Monza, 1999. Text Jacques Prévert.
- Gala Day London. Harvill Press, 1953. Text John Betjeman.
- The Queen's People. London : Harvill Press, 1953. Text John Pudney.
- Paradis terrestre. Lausanne: Éditions Clairfontaine, 1953. Text Colette.
- Israël. Lausanne: Éditions Clairfontaine, 1955.
- Israel. New York: Orion Press, 1958.
- Le Cirque d'Izis. Monte Carlo: André Sauret, 1965. Text Jacques Prévert, grafika Marc Chagall.
- The World of Marc Chagall. London: Aldus, 1968. ISBN 0-490-00100-9. Garden City, N.Y.: Doubleday, 1968.
- Le Monde de Chagall. Paris: Gallimard, 1969.
- Paris des poètes. Paris: F. Nathan, 1977.
- Rétrospective Izis: 14 octobre-8 janvier, Hôtel de Sully. Paris: Caisse nationale des monuments historiques et des sites, 1988. ISBN 2-85822-079-4.
- Izis, photographies. Paris: Editions du Désastre, 1988. ISBN 2-87770-000-3.
- Les Amoureux du temps retrouvé. Treville, 1989.
- Les Enfants du temps perdu Treville, 1989.
- Izis: photos 1944–1980. Paris: Editions de la Martinière, 1993. ISBN 2-7324-2016-6.
- Izis, Captive Dreams: Photographs 1944–1980. London: Thames & Hudson, 1993. ISBN 0-500-54185-X.